# جاده ۹۴ (ایران)
جاده ۹۴ جاده‌ای در جنوب ایران است که از چغادک در استان بوشهر شروع، و پس از عبور از شهرهای اهرم، فراشبند، فیروزآباد، قیر، لار و بندرعباس، به دوراهی میناب در بزرگراه بندرعباس-میناب، منتهی و به جاده ۹۱ وصل می‌گردد.

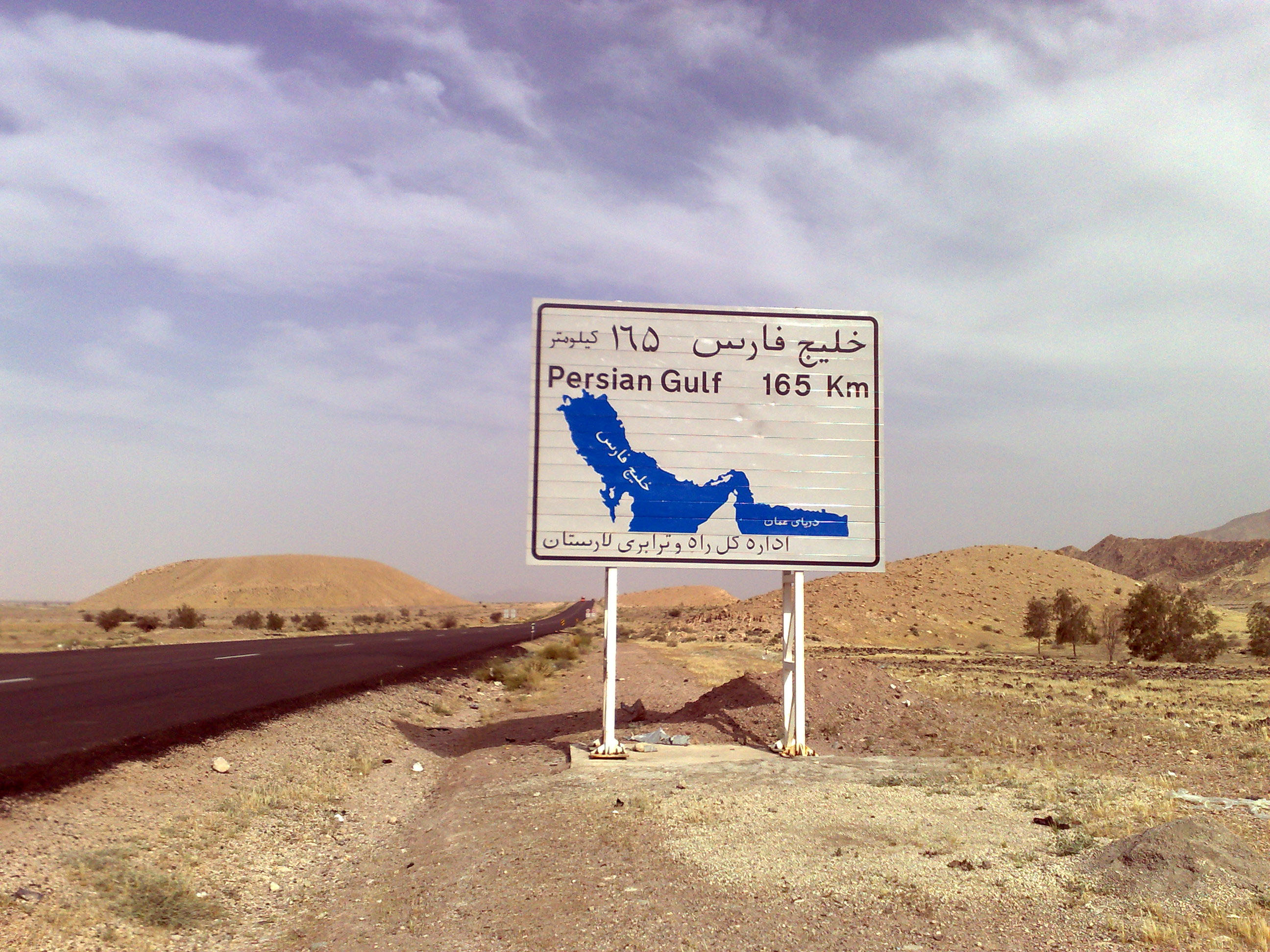
خلیج فارس ۱۶۵ کیلومتر